# Flodday (Vatersay)
Pour les articles homonymes, voir Flodday.
Flodday est une île du Royaume-Uni située en Écosse.